# Federazione pallavolistica dello Yemen
La Federazione yemenita di pallavolo (eng. Yemen Volleyball Federation, YVF) è un'organizzazione fondata per governare la pratica della pallavolo nello Yemen.
Organizza il campionato maschile e femminile, e pone sotto la propria egida la nazionale maschile e femminile.
Ha aderito alla FIVB nel 1970.